# 도축장구조조정추진협의회
도축장구조조정추진협의회는 ｢도축장 구조조정법｣에 따라 도축장의 구조조정을 효율적으로 수행하기 위하여 2008년 12월 16일 설립허가된 대한민국 농림축산식품부 소관의 특수법인이다. 사무실은 경기도 성남시 분당구 성남대로 69, 406호 (구미동, 로드랜드이지타워)에 있다.